# 安良縣
安良縣，民國初年擬析康定縣縣境置安良縣(安良廳)，治安良壩(今四川康定縣西安良)，尚未設治即被裁撤。

## 沿革考[1]
- 《清史稿·地理志》、《清代政區沿革綜表》中四川省均無安良廳。
- 民國元年（1912年）8月13日公布的《眾議院議員各省複選區表》中四川省第八區有安良廳
- 《全國行政區劃表》(1914年)中有安良縣，謂「沿前清之舊」
- 任乃強《西康圖經·境域篇》作尹昌衡時置，「安良縣駐地原擬設阿娘壩，竟未設治而廢」
- 《近六十年全國郡縣增建志要》(附錄，第95頁)作民國二年（1913年）3月析置，旋即裁撤併入康定縣.